# Jaime, Duque de Cambridge
Jaime Stuart, Duque de Cambridge (Londres, 12 de julho de 1663 - Surrey, 20 de junho de 1667), foi o segundo filho do duque de Iorque (mais tarde Jaime II de Inglaterra) e sua primeira esposa, Ana Hyde. Em 1664, o bebê Jaime se tornou o primeiro Duque de Cambridge e o Barão de Dauntsey, títulos que seu tio, rei Carlos II, criou especialmente para ele. O rei também nomeou Jaime um Cavaleiro da Liga, mas nunca o investiu devido à sua morte prematura. Jaime recebeu uma pensão anual de £ 3.000 do rei.
Se Jaime tivesse sobrevivido a seus primeiros anos, ele teria sido o primeiro protestante na linha de sucessão à coroa, à frente de suas irmãs Maria e Ana, quando a "Revolução Gloriosa" de 1688 depôs seu pai e insistiu em uma sucessão protestante.

## Biografia
Jaime nasceu em 1h22min do dia 12 de julho de 1663, no Palácio de St. James, o segundo mas primeiro filho sobrevivente e filho do rei Jaime II de Inglaterra e sua esposa, Ana Hyde. Ele era neto de Carlos I de Inglaterra e bisneto de Henrique IV de França. Seu batismo teve lugar no Palácio de St. James no dia 1 de agosto 1663, e foi realizada por Gilbert Sheldon, arcebispo de Canterbury. Seus padrinhos eram seu tio, rei Carlos II e seu avô materno, Eduardo Hyde, 1.º Conde de Clarendon. A rainha mãe Henriqueta Maria ficou como madrinha. Também estavam presentes Henry Jermyn, 1º Conde de St. Albans e Edward Montagu, 1º Conde de Sandwich. Jaime foi mantido por Mary Fairfax, duquesa de Buckingham.
Jaime era o bisneto do rei Jaime VI da Escócia e I de Inglaterra, o primeiro rei Stuart da Inglaterra. Durante a Guerra Civil Inglesa, seu tio, rei Carlos II, havia escapado para a França. Apenas três anos antes do nascimento de Jaime, ele havia sido chamado de volta à Inglaterra e, assim, Jaime nasceu como sobrinho do rei. O seu pai foi membro da Igreja da Inglaterra durante a vida de Jaime e todos os seus filhos foram criados como anglicanos. Dois anos após a morte de Jaime, seu pai se converteu ao catolicismo.
Em 23 de agosto de 1664, ele foi criado Duque de Cambridge, Conde de Cambridge e Barão de Dauntsey por seu tio, o rei. Dos quatro filhos de Jaime II que receberam o título de duque de Cambridge, apenas dois foram formalmente criados para isso: Jaime e seu irmão Edgar. Em 1665, uma irmã mais nova chamada Ana nasceu; ela subiria ao trono um dia. Ana era a única irmã em cujo nascimento Cambridge ainda estava vivo. Em 1666, nasce seu irmão mais novo, Carlos, Duque de Kendal de curta duração.
Em 3 de dezembro de 1666, Jaime foi nomeado Cavaleiro da Liga. Depois que Carlos II e alguns outros cavaleiros se instalaram em uma mesa redonda nos aposentos particulares do rei, Jaime foi escoltado à presença do rei por Jaime Scott (primo ilegítimo de Jaime, de 17 anos; filho do rei) e Edward Montagu. Depois, Jaime se ajoelhou diante do rei, que colocou o colar da Ordem no pescoço e deu a faixa da Ordem ao príncipe Ruperto do Reno. O rei então beijou Jaime e a cerimônia terminou oficialmente. A essa altura, parecia improvável que seu tio tivesse algum filho legítimo de sua esposa estéril, então Jaime já estava sendo tratado como o herdeiro do trono atrás de seu pai. Em maio de 1665, o rei Carlos II emitiu uma patente de cartas que concedia a Jaime uma pensão anual de £ 3.000. O dinheiro não seria controlado por Jaime até seu décimo quarto ano; até então, o dinheiro provavelmente era controlado por seus pais ou babás.

## Morte
Jaime ficou doente no final de abril de 1667, provavelmente nos dias 27 ou 28 do mês. A doença era provavelmente varíola ou peste bubônica, como um relato de testemunha ocular de Samuel Pepys afirma que Jaime estava "cheia de manchas" e que seu médico, Dr. Frazier, não sabia como tratar essa doença. Em 30 de maio, Carlos, Duque de Kendal, que também estava doente de convulsões, morreu no Palácio de St. James e Jaime foi transferido para Richmond. Sua mãe temia por sua vida após a morte do duque de Kendal, porque ele estava muito doente. Outra entrada no diário de Pepys afirmou que a família real perdeu todas as esperanças de sua sobrevivência durante junho de 1667. Uma entrada datada de 6 de junho de 1667, Pepys escreveu que a nação perdeu todas as esperanças de sobrevivência de Jaime. No entanto, uma data de entrada em 9 de junho afirmou que Jaime estava se recuperando muito bem e era esperado que sobrevivesse.
Sua morte em 20 de junho de 1667 veio como um choque para a nação, que o viam como a desgraça da Casa de Stuart, como Jaime II foi deixado com nenhum problema masculino. Ele estava em estado no Palácio de Westminster antes de seu funeral, quase uma semana depois de sua morte, em 26 de Junho de 1667. Ele foi enterrado na Abadia de Westminster. Sua tumba diz (em latim): "Depósito do mais ilustre príncipe Jaime Duque de Cambridge e segundo filho e herdeiro do mais poderoso príncipe Jaime Duque de Iorque, que no salão da rainha de Richmond adormeceu no vigésimo dia em sua quarto ano, 1667".